# Wodorotlenek magnezu
Wodorotlenek magnezu, Mg(OH)
2 – nieorganiczny związek chemiczny magnezu z grupy wodorotlenków.

## Charakterystyka
W temperaturze pokojowej jest substancją stałą, drobnokrystaliczną o białej barwie, bardzo słabo rozpuszczalną w wodzie – w 100 g wody rozpuszcza się 4,8×10−4 g Mg(OH)2. Nie jest żrący, daje odczyn słabo alkaliczny (pH 9,5–10,5). Jest emulgatorem o symbolu E528. Wchodzi w skład kamienia kotłowego osadzającego się w kotłach, pralkach itp. W podwyższonej temperaturze stopniowo ulega dehydratacji do tlenku magnezu.

## Otrzymywanie i powstawanie
Można go otrzymać:
- w reakcji tlenku magnezu z wodą[7]:

MgO + H2O → Mg(OH)2
- w reakcji mocnych zasad z rozpuszczalnymi solami magnezu[7], np.:

MgCl2 + 2NaOH → Mg(OH)2↓ + 2NaCl
Powstaje także (obok MgO) na powierzchni metalicznego magnezu na powietrzu oraz w wyniku reakcji magnezu z gorącą wodą (>70 °C).

## Występowanie
W przyrodzie wodorotlenek magnezu występuje w postaci minerału brucytu.

## Postaci handlowe
| Gatunek     | Nazwa handlowa | Gęstość nasypowa (g/dm³) | Zastosowanie          |
| ----------- | -------------- | ------------------------ | --------------------- |
| ciężki      | Magnesia 727   | 350–400                  | farmacja              |
| ciężki      | Magnesia 728   | 350–400                  | chemiczno-techniczne  |
| ciężki      | Magnesia 725   | 500                      | farmacja              |
| ciężki      | Magnesia 725FR | 500–550                  | środki uniepalniające |
| pasta       | Magnesia 723   | Mg(OH)2 29–33%           | farmacja              |
| ciężki      | Magnesia 7251  | 500                      | chemiczno-techniczne  |
| granulowany | Maggran MH     | –                        | farmacja              |

## Zastosowanie
- preparaty kosmetyczne (wymagające środowiska zasadowego), np. pasty do zębów
- w medycynie jako tzw. mleko magnezjowe (zawiesina wodorotlenku magnezu w wodzie)
- w przemyśle znalazł zastosowanie w procesie rafinacji cukru
- w niewielkich ilościach stosuje się go w wyrobach kakaowych i czekoladowych (jako E528)

## Zastosowania farmakologiczne
Wodorotlenek magnezu stosuje się w preparatach zapobiegających nadkwasocie. W postaci czystej reaguje z kwasem solnym w żołądku i podnosi pH soku żołądkowego do wysokich wartości (powyżej 5), dlatego najczęściej jest stosowany w preparatach złożonych łącznie z mniej zasadowym wodorotlenkiem glinu, który działa słabo zobojętniająco, ale bardziej długotrwale. Uzyskuje się w ten sposób korzystniejsze właściwości zobojętniające i koryguje niepożądane działanie zapierające powstających w jelitach soli glinu (bo z kolei sole magnezu działają przeczyszczająco).
Tę mieszankę stosuje się w preparatach takich, jak Aflomag, Alumag, Gastal, Gastromal, Maalox, Manti, Manti forte, Simet-Al, Gelatum Alumini Phosphorici.